# Pertti Kurikan Nimipäivät
Pertti Kurikan Nimipäivät, abrégé en PKN, est un groupe de punk rock finlandais, dont les membres sont autistes ou avec trisomie 21. Le groupe se sépare en décembre 2016 après les 60 ans du guitariste Pertti Kurikka.

## Biographie
Pertti Kurikan Nimipäivät démarre dans un petit magasin dirigé par Lyhty, une société pour adultes handicapés. En 2004, Pertti Kurikka, le futur guitariste du groupe fait la rencontre de Kalle Pajamaa de Lyhty. Pajamaa, qui est resté le manager du groupe, remarque le potentiel de Pertti Kurikka et pense à créer un groupe autour de lui. Ils travaillent pendant cinq ans à la formation du groupe, et ce dernier fait ses débuts en 2009.
En 2009, le réalisateur finlandais Pekka Karjalainen rachète des chansons jouées par des handicapés pour son film Vähän kunnioitusta qui raconte l'histoire d'une jeune fille atteinte de trouble d'apprentissage tentant de vivre en totale autonomie. Pertti Kurikan Nimipäivät y participe avec la première démo, Kallioon!,. Le single devient un succès, et le groupe attire l'intérêt en particulier par son handicap.
En 2012 est tourné le documentaire The Punk Syndrome racontant leurs vies. En 2014, le groupe joue un concert caritatif avec Mr. Lordi du groupe de rock finlandais Lordi. Le concert est organisé à Rovaniemi le 23 mai 2014 dont les bénéfices sont reversés aux handicapés du Mozambique et à la Lapland Metkat Association. Le 28 février 2015, ils gagnent la finale nationale finlandaise Uuden Musiikin Kilpailu 2015 et sont choisis pour représenter la Finlande au Concours Eurovision de la chanson 2015 à Vienne, en Autriche avec la chanson Aina mun pitää. Ils participent à la première demi-finale, le 19 mai 2015, mais ne sont pas qualifiés pour la finale.

## Discographie

### Compilations
- 2012 : Kuus kuppia kahvia ja yks kokis (Airiston Punk-levyt)
- 2012 : Sikakovapaketti, (coffret indépendant)
- 2013 : Coffee Not Tea
- 2015 : The Best of Greatest Hits (Epic Records)

### Singles et EP
- 2010 : Ei yhteiskunta yhtä miestä kaipaa"" (split avec Kakka-hätä 77, 7")
- 2011 : Osaa eläimetkin pieree (7")
- 2011 : Päättäjä on pettäjä
- 2012 : Asuntolaelämää (7")
- 2013 : Jarmo, (7" ; réédité en 2014)
- 2014 : Mongoloidi
- 2014 : Me ollaan runkkareita (split avec Hard Skin, 7")
- 2015 : Aina mun pitää, (téléchargement payant/7")
- 2015 : Mies haisee (split avec Karanteeni, 7" (Mauski Records/Punk & Pillu)